# Erin Routliffeová
Erin Routliffeová (* 11. dubna 1995 Auckland) je novozélandská profesionální tenistka, deblová specialistka, která v letech 2009–2017 reprezentovala Kanadu. V létě 2024 byla osm týdnů světovou jedničkou ve čtyřhře, kterou se stala jako 49. hráčka v pořadí. Do čela vystoupala jako vůbec první novozélandská jednička na žebříčcích ATP a WTA a historicky první jednička z Nového Zélandu od Tonyho Wildinga v roce 1913.
Na grandslamu zvítězila v ženské čtyřhře US Open 2023 s Gabrielou Dabrowskou. Společně odešly poraženy z finále ženské čtyřhry Wimbledonu 2024. Ve své dosavadní kariéře na okruhu WTA Tour vyhrála deset deblových turnajů včetně Turnaje mistryň 2024. V rámci okruhu ITF získala jeden titul ve dvouhře a patnáct trofejí ve čtyřhře.
Na žebříčku WTA byla ve dvouhře nejvýše klasifikována v červnu 2023 na 582. místě a ve čtyřhře v červenci 2024 na 1. místě.
V novozélandském týmu Billie Jean King Cupu debutovala v roce 2017 tádžickým základním blokem 2. skupiny asijsko-pacifické zóny proti Turkmenistánu, v němž vyhrála dvouhru a s Joannou Carswellovou také čtyřhru. Novozélanďanky zvítězily 3:0 na zápasy. Do září 2025 v soutěži nastoupila k dvaceti šesti mezistátním utkáním s bilancí 5–4 ve dvouhře a 14–7 ve čtyřhře.
Nový Zéland reprezentovala na Letních olympijských hrách 2024 v Paříži. Z pozice úřadující světové jedničky nastoupila do čtyřhry s Lulu Sunovou. V úvodním kole však podlehly pozdějším olympijským vítězkám Saře Erraniové a Jasmine Paoliniové z Itálie.

## Soukromý život
Narodila se roku 1995 v novozélandském Aucklandu do rodiny mořeplavců Roberta Routliffa a Catherine MacLennanové, během jejich plavby kolem světa. Rodina se z Nového Zélandu do Kanady vrátila po čtyřech letech. V Severní Americe se narodily její dvě sestry Tara a Tess, která se stala stříbrnou medailistkou v plavání na Letních paralampijských hrách 2016 v Riu de Janeiru. Do Montréalu se Erin Routliffeová přestěhovala v září 2011, kde se připravovala v Národním tréninkovém centru tenisového svazu do sezóny 2013.

## Tenisová kariéra
V rámci hlavních soutěží událostí okruhu ITF debutovala v červenci 2010, když na turnaji v kanadském Waterloo dotovaném 25 tisíci dolary zasáhla do čtyřhry. V úvodním kole však s Kanaďankou Evangeline Repicovou podlehly jihoafricko-americkému páru Tegan Edwardsová a Danielle Millsová. V kvalifikaci okruhu WTA Tour debutovala na srpnovém Rogers Cupu 2012 v Montréalu, do níž obdržela divokou kartu. Na úvod porazila Megan Moultonovou-Levyovou, ale do hlavní soutěže ji nepustila Iveta Benešová z šesté světové desítky.
V letech 2013–2017 hrála univerzitní tenis na Alabamské univerzitě v Tuscaloose, kde vystudovala obor public relations. Debut v nejvyšší grandslamové kategorii zaznamenala v ženském deblu US Open 2015, do něhož získala s Američankou Mayou Jansenovou divokou kartu. V úvodním kole však uhrály jen tři gamy na osmé nasazené Američanky Raquel Atawovovou a Abigail Spearsovou. Jednalo se rovněž o její první zápas v hlavní soutěži na túře WTA. Mimo majory zasáhla do prvního turnaje na aucklandském ASB Classic 2018. S Novozélanďankou Paige Mary Houriganovou nezvládly první kolo proti Arantxe Rusové a Sílvii Solerové Espinosové. Premiérové finále na okruhu WTA Tour odehrála ve čtyřhře Citi Open 2018 ve Washingtonu, D.C. Po boku Chilanky Alexy Guarachiové v závěrečném utkání prohrály s čínsko-chorvatskou dvojicí Chan Sin-jün a Darijou Jurakovou. Trofej si pak odvezla z debla Palermo Ladies Open 2021. V páru s Belgičankou Kimberley Zimmermannovou
ve finále antukového turnaje zdolaly Rusky Natelu Dzalamidzeovou a Kamillu Rachimovovou. Obě pak odešly poraženy z boje o titul na zářijovém BGL Luxembourg Open 2021, kde nestačily na belgické duo Greet Minnenová a Alison Van Uytvancková.
S Kanaďankou Gabrielou Dabrowskou navázala spolupráci na srpnovém Canadian Open 2023. Již na čtvrtém společně odehraném turnaji získaly trofej, když ovládly grandslamové US Open 2023. Do finále postoupily přes Wang Sin-jü a Sie Šu-wej, čímž ukončily 16zápasovou grandslamovou neporazitelnost Sieové. V boji o titul pak zdolaly šampionky z roku 2020, Němku Lauru Siegemundovou s Věrou Zvonarevovou, ve dvou setech. Na majorech tak první finálovou účast proměnila v titul, jenž znamenal čtvrtý kariérní triumf na túře WTA.

## Finále na Grand Slamu

### Ženská čtyřhra: 2 (1–1)
| Stav       | rok  | turnaj    | povrch | spoluhráčka        | soupeřky ve finále                    | výsledek           |
| ---------- | ---- | --------- | ------ | ------------------ | ------------------------------------- | ------------------ |
| Vítězka    | 2023 | US Open   | tvrdý  | Gabriela Dabrowská | Laura Siegemundová Věra Zvonarevová   | 7–6(11–9), 6–3     |
| Finalistka | 2024 | Wimbledon | tráva  | Gabriela Dabrowská | Kateřina Siniaková Taylor Townsendová | 6–7(5–7), 6–7(1–7) |

## Finále Turnaje mistryň

### Čtyřhra: 1 (1–0)
| Stav    | rok  | turnaj                            | povrch    | spoluhráčka        | soupeřky ve finále                    | výsledek |
| ------- | ---- | --------------------------------- | --------- | ------------------ | ------------------------------------- | -------- |
| Vítězka | 2024 | WTA Finals, Rijád, Saúdská Arábie | tvrdý (h) | Gabriela Dabrowská | Kateřina Siniaková Taylor Townsendová | 7–5, 6–3 |

## Finále na okruhu WTA Tour

### Čtyřhra: 22 (10–12)
| Legenda                                        |
| ---------------------------------------------- |
| Grand Slam (1–1)                               |
| Turnaj mistryň (1–0 Č)                         |
| Premier Mandatory & Premier 5 / WTA 1000 (1–4) |
| Premier / WTA 500 (3–4)                        |
| International / WTA 250 (4–3)                  |

| Stav       | č.  | datum             | turnaj                                | kategorie      | povrch     | spoluhráčka             | soupeřky ve finále                         | výsledek              |
| ---------- | --- | ----------------- | ------------------------------------- | -------------- | ---------- | ----------------------- | ------------------------------------------ | --------------------- |
| Finalistka | 1.  | 5. srpna 2018     | Washington, D.C., Spojené státy       | International  | tvrdý      | Alexa Guarachiová       | Chan Sin-jün Darija Juraková               | 3–6, 2–6              |
| Vítězka    | 1.  | 25. července 2021 | Palermo, Itálie                       | WTA 250        | antuka     | Kimberley Zimmermannová | Natela Dzalamidzeová Kamilla Rachimovová   | 7–6(7–5), 4–6, [10–4] |
| Finalistka | 2.  | 19. září 2021     | Lucemburk, Lucembursko                | WTA 250        | tvrdý (h)  | Kimberley Zimmermannová | Greet Minnenová Alison Van Uytvancková     | 3–6, 3–6              |
| Finalistka | 3.  | 26. září 2021     | Ostrava, Česko                        | WTA 500        | tvrdý (h)  | Kaitlyn Christianová    | Sania Mirzaová Čang Šuaj                   | 3–6, 2–6              |
| Finalistka | 4.  | 13. února 2022    | Petrohrad, Rusko                      | WTA 500        | tvrdý (h)  | Alicja Rosolská         | Anna Kalinská Caty McNallyová              | 3–6, 7–6(7–5), [4–10] |
| Finalistka | 5.  | 25. června 2022   | Bad Homburg, Německo                  | WTA 250        | tráva      | Alicja Rosolská         | Makoto Ninomijová Eri Hozumiová            | 4–6, 7–6(7–5), [5–10] |
| Vítězka    | 3.  | 6. srpna 2022     | Washington, D.C., Spojené státy       | WTA 250        | tvrdý      | Jessica Pegulaová       | Anna Kalinská Caty McNallyová              | 6–3, 5–7, [12–10]     |
| Finalistka | 6.  | 9. října 2022     | Ostrava, Česko                        | WTA 500        | tvrdý (h)  | Alicja Rosolská         | Caty McNallyová Alycia Parksová            | 3–6, 2–6              |
| Vítězka    | 3.  | 5. března 2023    | Austin, Spojené státy                 | WTA 250        | tvrdý      | Aldila Sutjiadiová      | Nicole Melichar-Martinezová Ellen Perezová | 6–4, 3–6, [10–8]      |
| Vítězka    | 4.  | 10. září 2023     | US Open, New York, Spojené státy      | Grand Slam     | tvrdý      | Gabriela Dabrowská      | Laura Siegemundová Věra Zvonarevová        | 7–6(11–9), 6–3        |
| Finalistka | 7.  | 23. září 2023     | Guadalajara, Mexiko                   | WTA 1000       | tvrdý      | Gabriela Dabrowská      | Storm Hunterová Elise Mertensová           | 6–3, 2–6, [4–10]      |
| Vítězka    | 5.  | 15. října 2023    | Čeng-čou, Čína                        | WTA 500        | tvrdý      | Gabriela Dabrowská      | Šúko Aojamová Ena Šibaharaová              | 6–2, 6–4              |
| Finalistka | 8.  | 31. března 2021   | Miami, Spojené státy                  | WTA 1000       | tvrdý      | Gabriela Dabrowská      | Sofia Keninová Bethanie Matteková-Sandsová | 6–4, 6–7(5–7), [9–11] |
| Finalistka | 9.  | 16. května 2024   | Řím, Itálie                           | WTA 1000       | antuka     | Coco Gauffová           | Sara Erraniová Jasmine Paoliniová          | 3–6, 6–4, [8–10]      |
| Vítězka    | 6.  | 16. června2024    | Nottingham, Spojené království        | WTA 250        | tráva      | Gabriela Dabrowská      | Harriet Dartová Diane Parryová             | 5–7, 6–3, [11–9]      |
| Finalistka | 10. | 29. června 2024   | Eastbourne, Spojené království        | WTA 500        | tráva      | Gabriela Dabrowská      | Ljudmyla Kičenoková Jeļena Ostapenková     | 7–5, 6–7(2–7), [8–10] |
| Finalistka | 11. | 13. července 2024 | Wimbledon, Londýn, Spojené království | Grand Slam     | tráva      | Gabriela Dabrowská      | Kateřina Siniaková Taylor Townsendová      | 6–7(5–7), 6–7(1–7)    |
| Finalistka | 12. | 12. srpna 2024    | Toronto, Kanada                       | WTA 1000       | tvrdý      | Gabriela Dabrowská      | Caroline Dolehideová Desirae Krawczyková   | 6–7(2–7), 6–3, [7–10] |
| Vítězka    | 7.  | 19. srpna 2024    | Cincinnati, Spojené státy             | WTA 1000       | tvrdý      | Asia Muhammadová        | Leylah Fernandezová Julia Putincevová      | 3–6, 6–1, [10–4]      |
| Vítězka    | 7.  | 9. listopadu 2024 | Rijád, Saúdská Arábie                 | Turnaj mistryň | tvrdý (h)  | Gabriela Dabrowská      | Kateřina Siniaková Taylor Townsendová      | 7–5, 6–3              |
| Vítězka    | 9.  | 6. dubna 2025     | Charleston, Spojené státy             | WTA 500        | antuka (z) | Jeļena Ostapenková      | Caroline Dolehideová Desirae Krawczyková   | 6–4, 6–2              |
| Vítězka    | 10. | 20. dubna 2025    | Stuttgart, Německo                    | WTA 500        | antuka (h) | Gabriela Dabrowská      | Jekatěrina Alexandrovová Čang Šuaj         | 6–3, 6–3              |

## Finále série WTA 125
| Legenda                  |
| ------------------------ |
| D – dvouhra; Č – čtyřhra |
| WTA 125 (0–2 Č)          |

### Čtyřhra: 2 (0–2)
| Stav       | č. | datum         | turnaj                    | povrch | spoluhráčka         | soupeřky ve finále             | výsledek         |
| ---------- | -- | ------------- | ------------------------- | ------ | ------------------- | ------------------------------ | ---------------- |
| Finalistka | 1. | červenec 2021 | Charleston, Spojené státy | antuka | Aldila Sutdžiadiová | Liang En-šuo Rebecca Marinová  | 7–5, 5–7, [7–10] |
| Finalistka | 2. | květen 2023   | Reus, Španělsko           | antuka | Alexa Guarachiová   | Storm Hunterová Ellen Perezová | 1–6, 6–7(8–10)   |

## Tituly na okruhu ITF
| Dotace turnajů okruhu ITF | Dotace turnajů okruhu ITF |
| ------------------------- | ------------------------- |
| 100 000 $ tournaments     | 80 000 $ tournaments      |
| 75 000 $ tournaments      | 60 000 $ tournaments      |
| 50 000 $ tournaments      | 25 000 $ tournaments      |
| 15 000 $ tournaments      | 10 000 $ tournaments      |

### Dvouhra (1 titul)
| Č. | datum     | turnaj               | povrch | poražená finalistka | výsledek |
| -- | --------- | -------------------- | ------ | ------------------- | -------- |
| 1. | únor 2018 | Šarm aš-Šajch, Egypt | tvrdý  | Nadja Gilchristová  | 6–3, 7–5 |

### Čtyřhra (15 titulů)
| Č.  | datum         | turnaj                        | povrch    | spoluhráčka           | poražené finalistky                            | výsledek              |
| --- | ------------- | ----------------------------- | --------- | --------------------- | ---------------------------------------------- | --------------------- |
| 1.  | říjen 2016    | Charleston, Spojené státy     | antuka    | Andie Daniellová      | Quinn Gleasonová Whitney Kayová                | 6–4, 6–2              |
| 2.  | listopad 2017 | Toronto, Kanada               | tvrdý (h) | Alexa Guarachiová     | Ysaline Bonaventureová Victoria Rodríguezová   | 7–6(7–4), 3–6, [10–4] |
| 3.  | leden 2018    | Šajm aš-Šajch, Egypt          | tvrdý     | Jade Lewisová         | Anastasija Potapovová Jekatěrina Jašinová      | 0–6, 7–5, [10–6]      |
| 4.  | leden 2018    | Šarm aš-Šajch, Egypt          | tvrdý     | Jade Lewisová         | Berfu Cengizová Jasmina Tinjicová              | 6–1, 5–7, [12–10]     |
| 5.  | březen 2018   | Irapuato, Mexiko              | tvrdý     | Alexa Guarachiová     | Desirae Krawczyková Giuliana Olmosová          | 4–6, 6–2, [10–6]      |
| 6.  | duben 2018    | Pelham, Spojené státy         | antuka    | Alexa Guarachiová     | Maria Mateasová María José Portillo Ramírezová | 6–1, 6–2              |
| 7.  | duben 2018    | Dothan, Spojené státy         | antuka    | Alexa Guarachiová     | Sofia Keninová Jamie Loebová                   | 6–4, 2–6, [11–9]      |
| 8.  | květen 2018   | Charleston, Spojené státy     | antuka    | Alexa Guarachiová     | Louisa Chiricová Allie Kiicková                | 6–1, 3–6, [10–5]      |
| 9.  | červen 2018   | Hua Hin, Thajsko              | tvrdý     | Victoria Rodriguezová | Niča Lertpitaksinčajová Peangtarn Plipuečová   | 7–5, 3–6, [10–6]      |
| 10. | leden 2018    | Hua Hin, Thajsko              | tvrdý     | Victoria Rodriguezová | Mana Ajukawaová Nina Stadlerová                | 6–4, 6–4              |
| 11. | říjen 2018    | Toowoomba, Austrálie          | tvrdý     | Freya Christieová     | Samantha Harrisová Astra Sharmaová             | 7–5, 6–4              |
| 12. | květen 2019   | Bonita Springs, Spojené státy | antuka    | Alexa Guarachiová     | Usue Maitane Arconadová Caroline Dolehideová   | 6–3, 7–6(7–5)         |
| 13. | únor 2020     | Hamilton, Nový Zéland         | tvrdý     | Emily Fanningová      | Sabastiani Leónová Maggie Ngová                | 6–3, 6–1              |
| 15. | květen 2021   | Bonita Springs, Spojené státy | antuka    | Aldila Sutdžiadiová   | Eri Hozumiová Miju Katová                      | 6–3, 4–6, [10–6]      |
| 14. | prosinec 2022 | Tauranga, Nový Zéland         | tvrdý     | Paige Houriganová     | Ašmita Easwaramurtiová Juka Hosokiová          | 6–1, 6–0              |